# Силаев, Владимир Николаевич
Влади́мир Никола́евич Сила́ев (27 июня 1931, СССР — 7 ноября 2012, Обнинск, Калужская область) — советский и российский государственный, политический и хозяйственный деятель.
Заместитель директора Приборостроительного завода МСМ СССР (1965—1974). Первый заместитель директора и главный инженер Физико-энергетического института (1974—1991). Председатель Обнинского исполкома городского Совета депутатов трудящихся (Обнинского горисполкома; 1982—1983). Народный депутат РСФСР (затем России; 1990—1993), член Верховного Совета России. Вице-мэр Обнинска по экономике (1996—2000). Почётный гражданин города Обнинска (2001).

## Биография
Владимир Силаев родился 27 июня 1931 года. Детство провёл на Урале. После окончания техникума был призван в Советскую Армию, служил в Закарпатском военном округе.

Заместитель директора Приборостроительного завода МСМ В. Н. Силаев выступает на подведении годовых итогов завода. Справа — заместитель директора ПСЗ по гражданской обороне А. Ф. Штефан, заместитель директора ПСЗ по кадрам В. В. Кузнецов, заместитель директор ПСЗ по строительству М. Д. Зорин, главный инженер ПСЗ Б. В. Горобец. Златоуст-36, 1965 год

После службы в армии в течение двадцати лет работал в Златоусте-36 на Приборостроительном заводе МСМ, в 27 лет став начальником цеха и затем заместителем директора. Подписывал акт сдачи-приёмки атомной бомбы при передаче её на вооружение в армию. Без отрыва от производства окончил Челябинский политехнический институт.
В 1974 году по распоряжению министра среднего машиностроения СССР Ефима Славского переехал в Обнинск, где работал до 1991 года в Физико-энергетическом институте сначала начальником УКСа, затем первым заместителем директора, Олега Казачковского, и одновременно главным инженером. В сферу компетенции Силаева входили капитальное строительство, инженерное и материально-техническое обеспечение института и фактически всего Обнинска (ФЭИ был генеральным заказчиком города).
Был членом Обнинского горкома КПСС. Председатель Обнинского исполкома городского Совета депутатов трудящихся (Обнинского горисполкома) в 1982—1983 годах.
В 1990 году был избран Народным депутатом РСФСР. Был членом Верховного Совета России, заместителем председателя комитета по промышленности и энергетике. Входил в состав фракции «Левый центр».
И квартиру ему предлагали в Москве, как полагается депутату. Он даже сходил её посмотрел — и спокойно, без шума и помпы, отказался. Сказал, что в Москву на заседание и так может приехать…
После разгона Верховного Совета России полностью оставил федеральную власть:
Он просто сказал: «Мне это отвратительно, я не хочу в этом участвовать» — и ушёл из Верховного Совета.
В 1991—1995 годах, не имея архитектурного образования, руководил творческими архитектурно-проектными мастерскими «Обнинскархпроект», где занимался разработкой принятого впоследствии генерального плана Обнинска.
Был советником первого мэра Обнинска Юрия Кириллова.
В 1996—2000 годах по приглашению второго мэра Обнинска Михаила Шубина работал вице-мэром Обнинска по экономике, подготовив программу развития Обнинска как наукограда. Михаил Шубин так вспоминал об этом после смерти Силаева:
Когда я был мэром Обнинска, я пригласил его на должность заместителя по экономике. Позвал потому, что все мы тогда были молодые, сорок с лишним лет, и я решил, что он сможет уравновесить наш «юношеский максимализм». А у нас тогда была война с «Газпромом», долги равнялись размеру годового бюджета города. Так он предложил такие кардинальные меры выхода из кризиса, что я вдруг понял — он мыслит, пожалуй, смелее, чем мы, хотя мы и младше. Но его авторитет был настолько непререкаемым, что все понимали — он никогда ничего не сделает ненужного, и подчинялись беспрекословно. Владимир Николаевич блестяще умел работать в команде, когда каждый за всех и все за одного! Именно он собрал команду молодых талантливых специалистов и сделал проект наукограда, который стал двигателем развития города на много лет вперед. Да, руководил я, но сделал — он! Вместе с Олегом Лукшой, Антоном Яновским, Пашей Сушковым, Витей Латыновым и другими. И он во всем поддерживал этих мальчишек (теперь они, конечно, солидные специалисты) и стоял за них стеной.
Председатель попечительского совета Обнинского городского фонда научно-технической, инновационной и творческой деятельности молодёжи России.
Умер во сне от удушья во время пожара в своей квартире в ночь с 6 на 7 ноября 2012 года. Похоронен на Кончаловском кладбище.

### Семья
Жена — Анна Васильевна Силаева, две дочери.

## Награды
- Орден Октябрьской Революции[1]
- Три ордена Трудового Красного Знамени[1]
- Медаль «За трудовое отличие»[1]

## Почётные звания
- Почётный гражданин города Обнинска (2001)